# Anisodactylus nemorivagus
Anisodactylus nemorivagus es una especie de escarabajo de tierra del género Anisodactylus, categorizada en la tribu Harpalini, de la subfamilia Harpalinae.

## Distribución
Se distribuye por Irlanda, Gran Bretaña, Dinamarca, Finlandia, Francia, Bélgica, Países Bajos, Alemania, Suiza, Austria, Chequia, Eslovaquia, Hungría, Polonia, Lituania, Bielorrusia, Ucrania, Portugal, España, Italia, Eslovenia, Croacia, Bosnia y Herzegovina, Macedonia del Norte, Albania, Grecia, Bulgaria, Rumania, Moldavia, Turquía, Irán, Georgia, Azerbaiyán y Rusia.

## Taxonomía
Fue descrita por Duftschmid en 1812.
Tratamiento taxonómico
La especie aparece registrada y publicada en Fauna Austriae, oder Beschreibung der österreichischen Insekten für angehende Freunde der Entomologie. Zweyter Theil. -. viii + 311 pp. (Linz und Leipzig: Akademische Buchhandlung). (1812).